# ミシュアル・アル＝アフマド・アル＝ジャービル・アッ＝サバーハ
ミシュアル・アル＝アフマド・アル＝ジャービル・アッ＝サバーハ（アラビア語: الشَّيْخ مِشعَل الأَحمَد الْجَابِر الصَّباح, ラテン文字転写: Mishal al-Aḥmad al-Jābir al-Ṣabāḥ、ミシュアル・アル＝アフマド・アル＝ジャービル・アッ＝サバーフ、1940年9月27日 - ）は、第17代クウェート首長。父は第10代クウェート首長のアフマド・アル＝ジャービル・アッ＝サバーハ。異母兄であるナワーフ・アル＝アフマド・アル＝ジャービル・アッ＝サバーハの死後、首長の座を継承。国家警備隊で経験を積んでいた。

## 経歴
兄弟にはサバーハ、ナワーフ、第13代クウェート首長ジャービルらがいる。第14代クウェート首長サアドははとこにあたる。
幼少期はアル＝ムバーラキーヤ学校で初等教育を受け、ヘンドン警察大学で警察学習を学び、1960年に卒業。卒業後はクウェートに帰国し、1967年から1980年まで内務省傘下の国家安全保障局長を務めた。2004年4月13日、ジャービルによってクウェート国家警備隊の副長官に任命された。ミシャルは警備隊の改革と反汚職活動を推進させた。2006年に異母兄のサバーハが首長に就任した直後、政府関係者によると、ミシュアルは親族間の政争を避けるために、官職に就くことを断っていた。
晩年、異母兄のサバーハ4世の体調悪化と同時に、ミシュアルは政権下での影響力を強め、サバーハ4世の2019年の訪米時に行った検査入院にも同行していた。
2020年にはサバーハ4世の薨去に伴い、ナワーフの首長即位直後に皇太子選出が行われた。同年10月8日、議会の承認を受け、80歳で皇太子となった。高齢であったナワーフに代わって、権限代行や各国の外遊を担い、カマラ・ハリス副大統領と米国との関係強化やアフガニスタンの米軍撤退についての会談を行っている。2022年9月のエリザベス2世の国葬にもクウェート代表として参列している。
2022年6月22日に議会解散を発表し、早期の選挙実施を発表。しかし、憲法裁判所は解散を無効とし、解散前の議員を復職させる判決を下した。
2023年に異母兄のナワーフが薨去し、ミシュアルが首長へ即位。同時に40日間の喪に伏すと発表。
2024年5月10日、国家機関に腐敗が広く蔓延っていることを理由に、4月4日に執行したばかりの総選挙で選出された国民議会を解散し、憲法の一部条項を最長4年間停止した上、その間は首長と首長が任命する内閣が議会の一部権限を引き継ぐと発表した。同年6月2日、サバーハ元首相を皇太子に指名。